# سمیه الخشاب

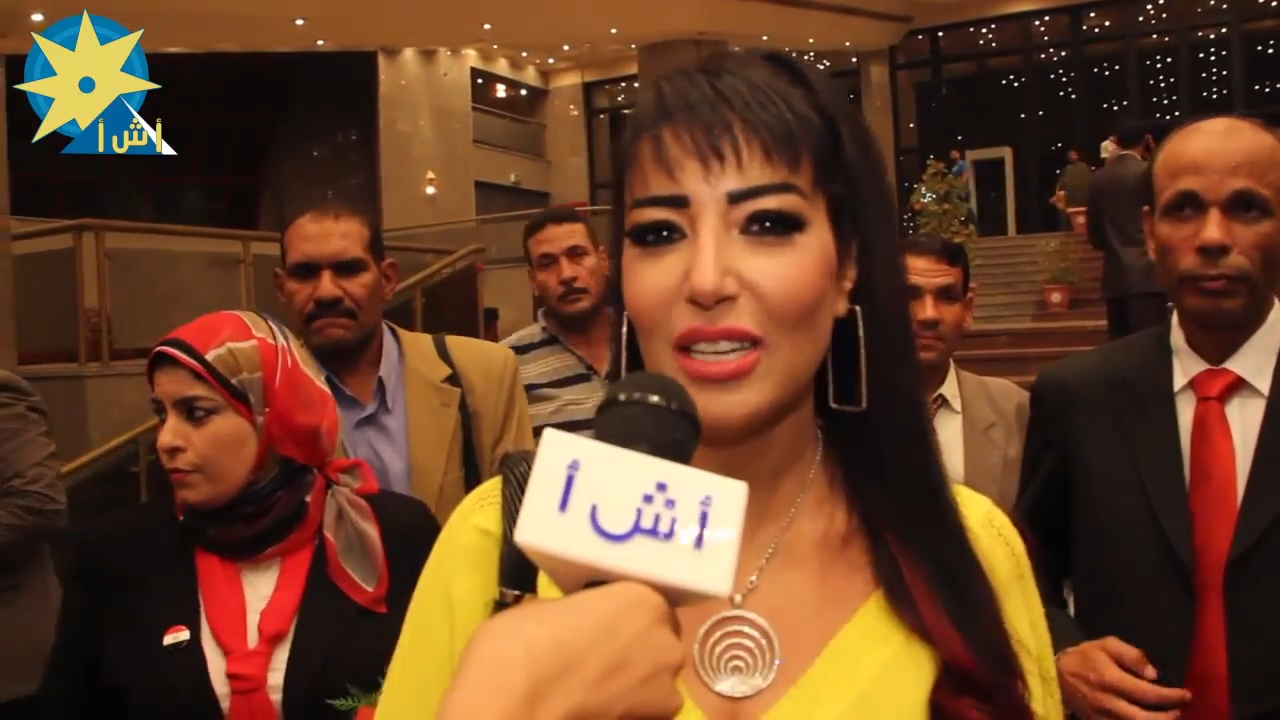

سمیه الخشاب (عربی: سمية سعيد السيد فتيحة الخشاب(زاده ۲۰ اکتبر ۱۹۶۶)، بازیگر مصری متولد شهر اسکندریه است.

## زندگی و حرفه او
او در سال ۱۹۹۷ از دانشکده بازرگانی دانشگاه اسکندریه فارغ‌التحصیل شد و فعالیت هنری خود را در سال ۱۹۹۳ آغاز کرد. او ابتدا به خوانندگی علاقه‌مند بود ولی قبل از ورود به عرصه خوانندگی در حوزه گردشگری و بانکداری مشغول به کار شد اما صلاح السعدانی به او توصیه کرد که روی بازیگری تمرکز کند و مرحله خوانندگی را به تعویق بیندازد. او در کنسرواتوار اسکندریه موسیقی خواند. در سریال الحصاب ایفای نقش کرد. شاید برجسته‌ترین آثار سینمایی او هن میسرا و الریس عمر حرب باشد.